# 希尔伯特环形山
希尔伯特环形山（Hilbert）是月球背面一座古老的大撞击坑，约形成于酒海纪代，其名称取自德国数学家大卫·希尔伯特（1862年-1943年），1970年被国际天文联合会正式批准接受。

## 描述

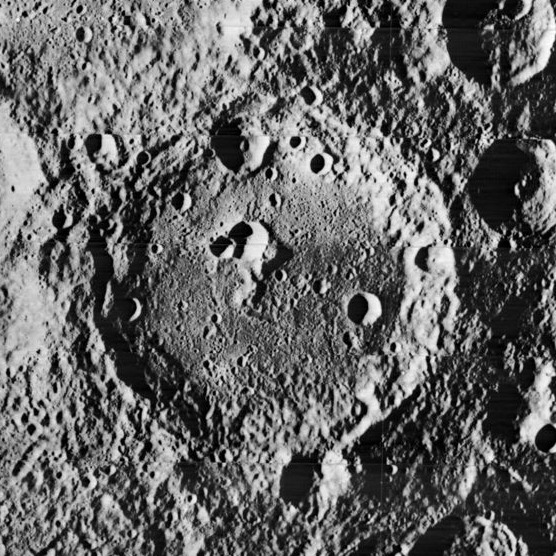
月球轨道器2号拍摄的图像

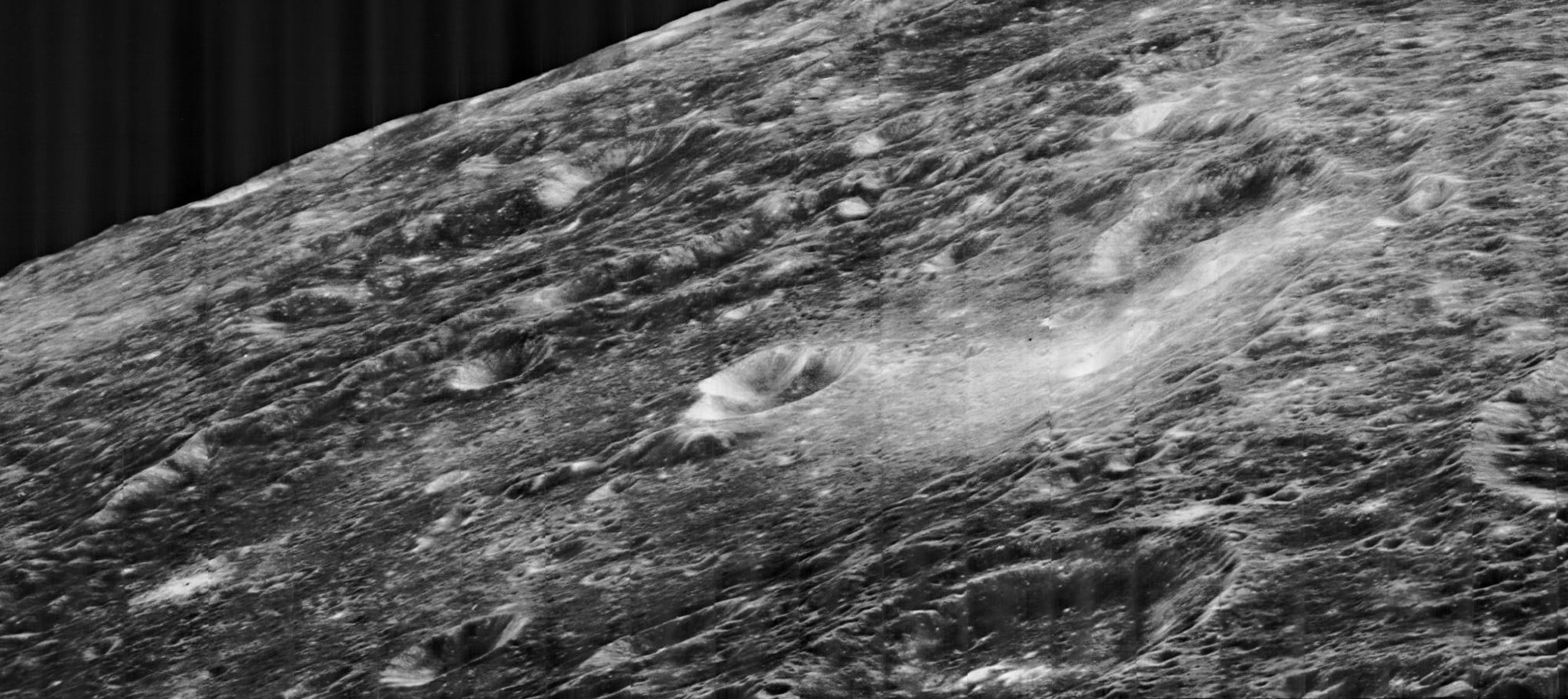
月球轨道器1号拍摄的斜视图

该陨坑西侧毗邻巴克伦德环形山；西北与巨大的巴斯德环形山相接壤；赫沃尔松环形山位于它的东北；东北偏东靠近孔德拉秋克环形山；希尔伯特环形山的东面坐落着巨大的费米环形山；东南偏南则是奥尔登环形山；而科瓦斯基陨石坑和别莱利曼陨石坑分别横亘在它的西南及西南偏南。该陨坑的中心月面坐标为17°52′S 108°19′E / 17.87°S 108.32°E，直径173公里，深度3公里。
希尔伯特环形山的外侧壁大部分相对完整，但有些地方，尤其是南侧壁已受到严重侵蚀。坑壁平均高出周边地形1750米以上，碗状的坑底较为平坦，表面有数处小陨石凿出的深坑；中心点偏西延伸着一道不长的中央山脊。山脊西侧坐落着卫星坑希尔伯特 W，它的西侧壁上重叠着另一座更小的撞击坑，二者构成了一葫芦状的外形；坑底东部覆盖着圆碗状的卫星坑希尔伯特 H，而希尔伯特 Y则紧挨在北侧内壁上，坑底其它地区也散布着很多更细小的陨坑。
希尔伯特环形山位于月背东南边沿附近，刚刚超出月球摄动期间偶尔可观察到的区域范围，所以从地球上无法直接看到它。

## 卫星陨石坑
按惯例，最靠近希尔伯特环形山的卫星坑将在月图上以字母标注在该坑的中心点旁。
| 希尔伯特 | 纬度    | 经度     | 直径    |
| -------- | ------- | -------- | ------- |
| A        | 15.9° S | 108.7° E | 11 公里 |
| E        | 16.5° S | 111.8° E | 49 公里 |
| G        | 19.0° S | 114.0° E | 50 公里 |
| H        | 18.2° S | 109.6° E | 14 公里 |
| L        | 21.2° S | 108.9° E | 32 公里 |
| S        | 18.1° S | 105.8° E | 12 公里 |
| W        | 17.1° S | 107.6° E | 20 公里 |
| Y        | 15.6° S | 107.5° E | 28 公里 |

- 卫星坑希尔伯特 E形成于早雨海世；

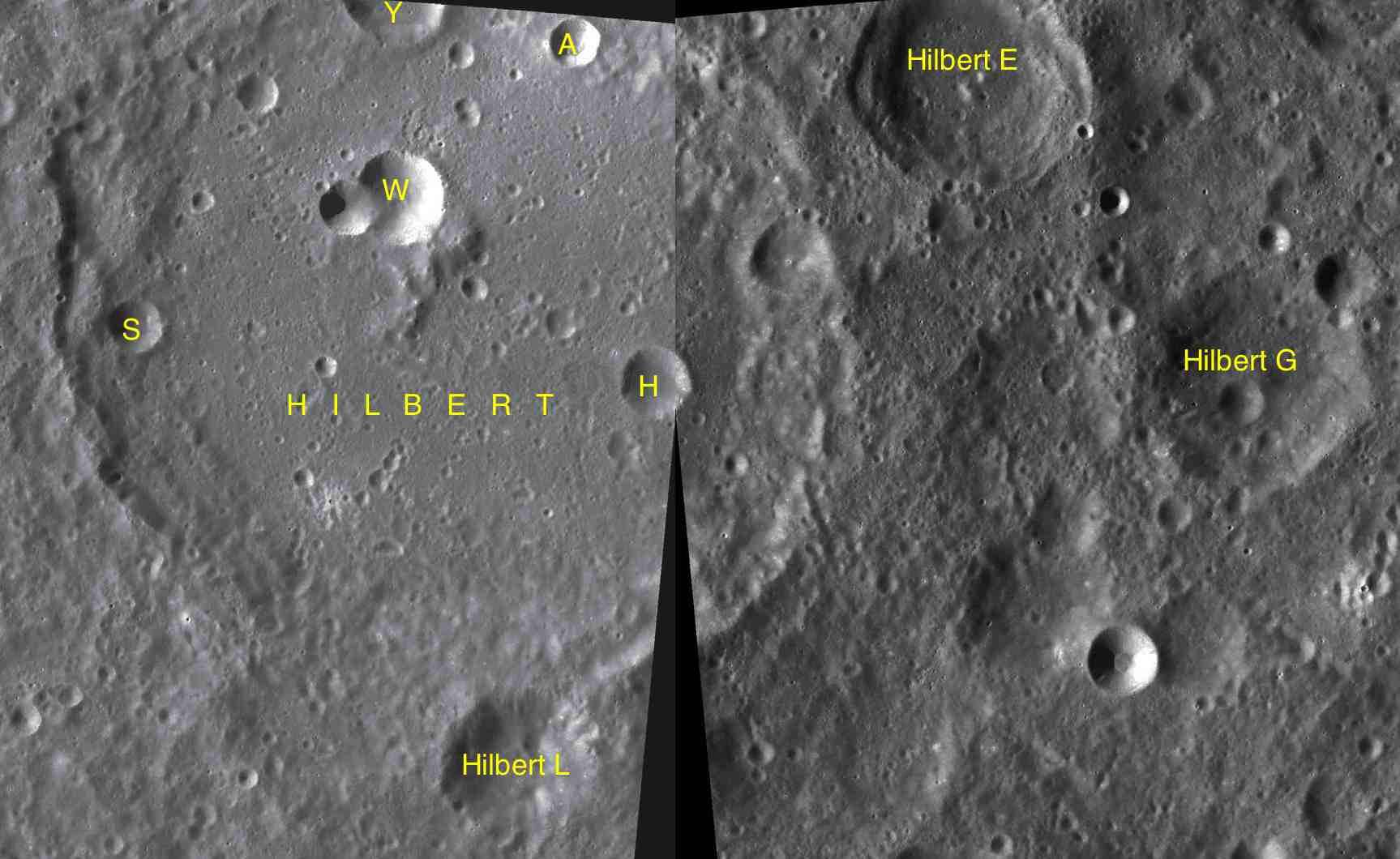
LAC-100与LAC-101拼接图

- 卫星坑希尔伯特 G和希尔伯特 L形成于酒海纪；

## 另请参阅
- Andersson, L. E.; Whitaker, E. A. . NASA RP-1097. 1982.
- Blue, Jennifer. . USGS. July 25, 2007  [2007-08-05]. （原始内容存档于2018-12-25）.
- Bussey, B.; Spudis, P. . New York: Cambridge University Press. 2004. ISBN 978-0-521-81528-4.
- Cocks, Elijah E.; Cocks, Josiah C. . Tudor Publishers. 1995. ISBN 978-0-936389-27-1.
- McDowell, Jonathan. . Jonathan's Space Report. July 15, 2007  [2007-10-24]. （原始内容存档于2018-12-25）.
- Menzel, D. H.; Minnaert, M.; Levin, B.; Dollfus, A.; Bell, B. . Space Science Reviews. 1971, 12 (2): 136–186. Bibcode:1971SSRv...12..136M. doi:10.1007/BF00171763.
- Moore, Patrick. . Sterling Publishing Co. 2001. ISBN 978-0-304-35469-6.
- Price, Fred W. . Cambridge University Press. 1988. ISBN 978-0-521-33500-3.
- Rükl, Antonín. . Kalmbach Books. 1990. ISBN 978-0-913135-17-4.
- Webb, Rev. T. W.  6th revised. Dover. 1962. ISBN 978-0-486-20917-3.
- Whitaker, Ewen A. . Cambridge University Press. 1999. ISBN 978-0-521-62248-6.
- Wlasuk, Peter T. . Springer. 2000. ISBN 978-1-85233-193-1.